# Тахир аль-Джухайми
Тахир аль-Джухайми (араб. طاهر جهيم‎) — ливийский политик, министр планирования Высшего народного комитета Ливии с 2006 года. Был до 2002 года главой Центробанка Ливии.
Аль-Джухайми является членом совета директоров Ливийской инвестиционной корпорации (ЛИК), которая была создана в 2007 году как холдинговая компания с мандатом на управление государственными предприятиями, такими, как «Фонд для Африки» и «Фонд экономического и социального развития». Другие члены совета — заместитель председателя ЛИК Абдул Хафиз Махмуд аль-Зулайтини, министр финансов Мухаммад Али аль-Хуваи и Фархат Бен-Дара, который является главой Центробанка Ливии. Президентом ЛИК и её главным исполнительным директором является Мухаммад Лайяс, который ранее возглавлял Ливийский арабский иностранный банк(LAFB).